# Zborczyce
Zborczyce – wieś w Polsce położona w województwie małopolskim, w powiecie wielickim, w gminie Gdów.
W latach 1975–1998 miejscowość administracyjnie należała do województwa krakowskiego.